# SN 2006il
SN 2006il – supernowa typu Ia odkryta 13 września 2006 roku w galaktyce A004038-0306. W momencie odkrycia miała maksymalną jasność 19,60m.